# کی.جی.اف: بخش ۱
کی. جی. اف: بخش ۱ (به کانارا: K.G.F: Chapter 1) فیلمی محصول سال ۲۰۱۸ و به کارگردانی پراشانت نیل است. در این فیلم بازیگرانی همچون یاش، سریندی شتی ایفای نقش کرده‌اند. این فیلم با بودجه ۸۰۰ میلیون روپیه (معادل ۹۱ کرور روپیه یا ۱۱ میلیون دلار آمریکا در سال ۲۰۲۰) فیلمبرداری شد، و گرانترین فیلم کنادایی در زمان اکرانش بود. این فیلم روایتگر راکی، یک قاتل عالی‌رتبه در بمبئی است که در فقر به دنیا آمد. پس از اینکه رئیس کارفرمایش به او پیشنهاد کامل بمبئی را داد، خود را به عنوان یک کارگر برده در معدن سنگ آهک ناراچی (زمین‌های طلایی کولار) مبدل می‌کند و قصد دارد گارودا، وارث آینده کولار را ترور کند.
توسعه فیلم در اوایل سال ۲۰۱۵ آغاز شد. فیلمبرداری دو سال بعد، در ژانویه ۲۰۱۷ آغاز شد. بیشتر فیلم در میدان‌های طلایی کولار می‌گذرد و در مناطقی مانند کولار، میسور، و بخش‌هایی از کارناتاکا شمالی فیلم‌برداری شده‌است. تولید این فیلم در اوت ۲۰۱۸ به پایان رسید. بووان گودا فیلمبرداری را بر عهده داشت و سریکانث گودا فیلم را تدوین کرد. آهنگساز راوی بصرر این فیلم را به ثمر رساند.
نسخه کنادایی فیلم کی. جی. اف: بخش ۱، در ۲۰ دسامبر ۲۰۱۸ منتشر شد و نسخه‌های دوبله شده به زبان‌های تلوگو، تامیل، مالایالام و هندی روز بعد منتشر شد. این فیلم نقدهای متفاوتی از منتقدان دریافت کرد. با این حال، از نظر تجاری عملکرد خوبی داشت و ۲٫۵ میلیارد روپیه (معادل ۲٫۸ میلیارد روپیه یا ۳۶ میلیون دلار آمریکا در سال ۲۰۲۰) در کل اکران خود در سینما جمع‌آوری کرد و به پردرآمدترین فیلم کانادا تبدیل شد و تبدیل به یک فیلم کالت شد. در شصت و ششمین دوره جوایز ملی فیلم، این فیلم برنده دو جایزه شد. در شصت و ششمین دوره جایزه فیلم‌فیر جنوب، این فیلم برنده دو جایزه از پنج نامزدی، از جمله جایزه بهترین فیلم و بهترین بازیگر مرد برای یاش شد.

## جزئیات
این فیلم نمره بالایی از وبگاه imdb و منتقدین کسب کرد. فیلم بر روی پسر بچه ای به نام راکی تمرکز دارد که در فقر زندگی می‌کند، اما وقتی که بزرگ می‌شود، تبدیل به یک گانگستر درجه یک در بمبئی می‌شود. با این حال، او پس از معرفی به عنوان برده در شرکت ناراچی (میدان‌های طلایی کولار) اصلاح می‌شود و قصد دارد وارث آینده فرقه گارودا را ترور کند. فیلم با بودجه ۸۰ کرور پوند ساخته شد و در زمان اکران گران‌ترین فیلم کانادایی شد.

## مضامین و تأثیرات
تایمز هند در مصاحبه ای با کارگردان پراشانت نیل دربارهٔ موضوع فیلم، اظهار داشت: «KGF _ کی جی اف» دارای بافت قوی از طلا در آن است که در مورد طمع و طلا است. کی جی اف، از بسیاری جهات، شبیه به الدورادو. راهی که پادشاهان و سربازان در طول سال‌ها به دنبال الدورادو اسطوره‌ای بوده‌اند، جایی که هر کسی ادعای مالکیت این مکان را داشته باشد، بر جهان حکومت می‌کند. این همان چیزی است که آنانت ناگ (راوی) در فیلم نیز می‌گوید. پراشانت دربارهٔ محل فیلم در سال‌های ۱۹۸۰_۱۹۷۰ توضیح می‌دهد و می‌گوید: «در سال ۱۹۷۸، به دلیل جنگ سرد بین ایالات متحده آمریکا و اتحاد جماهیر شوروی سابق که مکان‌هایی مانند ایران و افغانستان را تحت تأثیر قرار داده بود. قیمت طلا به بالاترین میزان در تاریخ ثبت شده رسید. تا به امروز، نمی‌توان زمان دیگری را پیدا کرد که قیمت طلا تا این حد بالا رفت؛ بنابراین، سال ۱۹۷۸ شرایط مناسبی برای ما بود، زیرا هر چه قیمت طلا بالاتر بود، حرص و طمع مردان بالاتر می‌رفت.